# 246132 Lugyny
246132 Lugyny este un asteroid din centura principală de asteroizi.

## Descriere
246132 Lugyny este un asteroid din centura principală de asteroizi. A fost descoperit pe 9 iulie 2007 la observatorul astronomic din Andrușivka. Asteroidul prezintă o orbită caracterizată de o semiaxă mare de 2,28 ua, o excentricitate de 0,25 și o înclinație de 8,4° în raport cu ecliptica.